# Tephrosia dregeana
Tephrosia dregeana är en ärtväxtart som beskrevs av Ernst Meyer. Tephrosia dregeana ingår i släktet Tephrosia och familjen ärtväxter. Inga underarter finns listade i Catalogue of Life.